# جيفرسون ستافورد
جيفرسون ستافورد (بالإنجليزية: Jefferson Stafford) هو سياسي أمريكي، ولد في 20 أبريل 1939 في مقاطعة جايلز في الولايات المتحدة، وتوفي في 24 يوليو 1990. حزبياً، نشط في الحزب الجمهوري.